# 小理查德·罗素

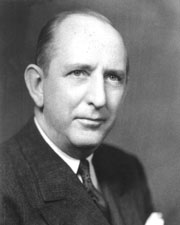
小理查德·罗素

小理查德·布里瓦德·罗素（英語：Richard Brevard Russell Jr.；1897年11月2日—1971年1月21日），民主党，美国的政治家，美国参议院参议员、第66任佐治亚州州长、美国参议院署理议长，1956年，参与签署了《南方宣言》。